# کارگر بارانداز

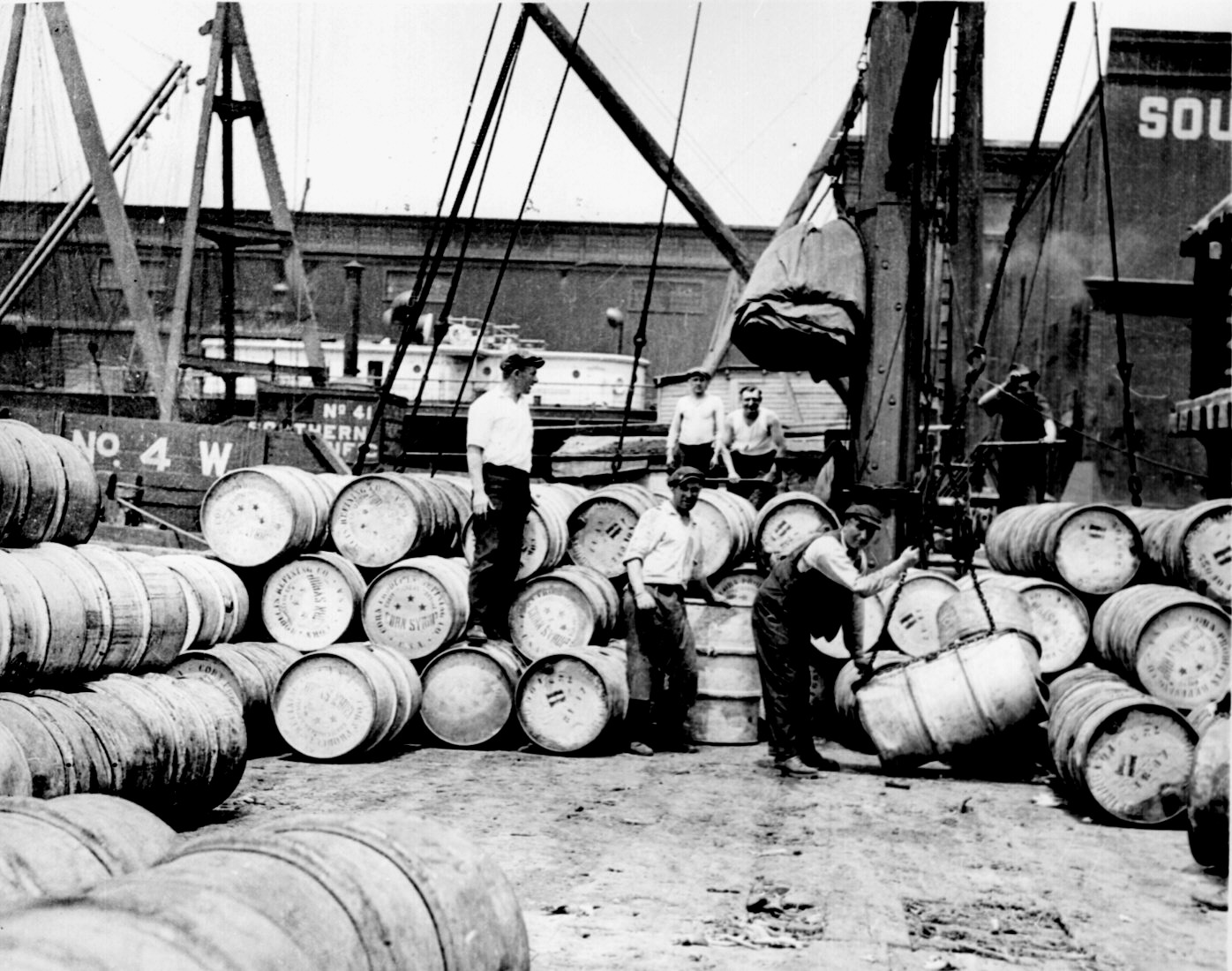
کارگران بارانداز در باراندازی در نیویورک در حال بارزدن بشکه‌های حاوی عصاره ذرت در یک کرجی در رودخانه هادسون.

کارگر بارانداز به شخصی گفته می‌شود که مسئول بارزدن و تخلیه کشتی‌های باری در بندرگاهها و لنگرگاهها است. 